# Международная ленинская школа
Международная Ленинская школа (МЛШ) — учебное заведение Коминтерна, основанное в Москве с целью обучения деятелей революционного движения стран Европы и Америки для коммунистических партий и аппарата Коминтерна, действовала с сентября 1925 по май 1938 года, как секретная кадровая школа — в 1941-1943 годы. 
После Второй мировой войны название «Международная Ленинская школа» носил также Институт общественных наук ЦК КПСС.

## История
МЛШ была создана в мае 1925 г. по решению V конгресса Коминтерна в 1924 году для того, чтобы:
Оказывать помощь секциям Коминтерна в повышении квалификации руководящих партийных работников, революционный опыт которых должен быть подкреплен общетеоретической марксистско-ленинской подготовкой, с одной стороны; и, с другой стороны, путем непосредственного и активного изучения организационного и политического опыта Российской коммунистической партии, опыта и текущей работы коммунистических партий в капиталистических и колониальных странах».
Эта цель должна была быть достигнута посредством интенсивного годичного курса обучения, включающего экономику и историю, марксистскую теорию, а также стратегию и тактику мирового коммунистического движения. Его преподавателями были ведущие интеллектуалы Коминтерна и Советского Союза. Студентов Международной Ленинской школы отбирали различные коммунистические партии.
Первым ректором МЛШ стал Николай Бухарин. После него этот пост занимал Бела Кун. 
Первый класс студентов, начавший обучение в мае 1926 года, состоял из 70 человек со всего мира. С этого момента и до закрытия в середине 1938 года Международная Ленинская школа обеспечивала академическую, практическую и идеологическую подготовку примерно 3500 студентам-коммунистам из 59 стран. 
Подавляющее большинство студентов были выходцами из Европы и Северной Америки, а другое учебное заведение, связанное с Коминтерном, Коммунистический университет трудящихся Востока, обслуживало большинство студентов из колониальных стран.
Наибольшее количество студентов в ВЛШ прибыло из Германии (370), за ней следовали Чехословакия (320), а также Франция, Польша, Италия, США и Китай, каждая из которых предоставила от 200 до 225 участников. Австрия предоставила около 180 студентов, Великобритания — ещё 150, а Испания и Финляндия предоставили примерно по 135 студентов каждая.
Среди других стран, предоставивших более 60 студентов, были Советский Союз, Румыния, Болгария, Греция, Ирландия и Канада. Обучение проводили ссыльные ветераны-коммунисты, проживающие в Москве, в том числе, в частности, ссыльные из Германии, Италии и Венгрии, а также русские инструкторы.
С 1925 по 1938 год МЛШ располагалась по адресу: Москва, улица Воровского (ныне — Поварская улица), 25а. Ныне это здание — объект культурного наследия федерального значения, в котором расположены Институт мировой литературы им. А. М. Горького и музей им. А. М. Горького. 
После закрытия МЛШ Коминтерн с 1941 по 1943 год управлял кадровой школой, замаскированной под сельскохозяйственную школу, в Кушнаренкове (Башкирская АССР).

## Обучение
Академические курсы, преподаваемые в МЛШ в первый год его существования, включали политическую экономию, историю большевистской партии, историю мирового рабочего движения, партийного строительства и русский язык. Обучение в основном основывалось на интенсивном целенаправленном чтении с последующим индивидуальным обсуждением с лекторами.
В конце каждого школьного семестра учащиеся должны были написать работу по выбранной ими теме, чтобы продемонстрировать свое владение предметом. Успешные студенты должны были быть возвращены домой для занятия руководящих или редакционных должностей или были направлены на службу Коммунистическому Интернационалу в других странах.
Кроме того, с целью установления контакта с советским рабочим классом первый класс студентов МЛШ был разделен на группы по три-пять человек и направлен на выполнение ручного труда на Орехово-Зуевскую текстильную фабрику и Коломенский паровозостроительный завод как часть своего образовательного опыта. На такой фабричный труд уходило около 8 часов в неделю.
Основная трудность заключалась в разнообразии языков, на которых говорили участники, что потребовало широкого использования переводчиков. Участники использовали четыре языка - русский, немецкий, английский и французский.

## Некоторые из известных выпускников
- Арнедо Альварес, Херонимо
- Берут, Болеслав
- Благоева, Стелла
- Гомулка, Владислав
- Гофман, Хайнц
- Захариадис, Никос
- Котане, Мозес
- Кунц, Альберт
- Мильке, Эрих
- Немеш, Дежё
- Одена, Лина
- Песси, Вилле
- Престес, Луис Карлос
- Павел, Йозеф
- Роше, Вальдек
- Сикейрос, Давид
- Сташевский, Стефан
- Тито, Иосип Броз
- Ульбрихт, Вальтер
- Хонеккер, Эрих
- Червенков, Вылко
- Югов, Антон Танев